# Benjamin Tetteh
Benjamin Tetteh (sinh ngày 10 tháng 7 năm 1997) là một cầu thủ bóng đá chuyên nghiệp người Ghana hiện tại đang thi đấu ở vị trí tiền đạo, tiền vệ tấn công hoặc tiền đạo cánh trái cho câu lạc bộ NK Maribor theo dạng cho mượn từ Metz tại Ligue 2 và Đội tuyển bóng đá quốc gia Ghana.

## Sự nghiệp thi đấu

### Standard Liège
Tetteh gia nhập câu lạc bộ Standard Liège vào năm 2015 từ Dreams FC, bằng bản hợp đồng kéo dài 3 năm. Vào ngày 17 tháng 10 năm 2015, anh ra mắt Giải bóng đá vô địch quốc gia Bỉ cho Standard Liège trong trận gặp K.V.C. Westerlo.

### Sparta Praha
Tháng 7 năm 2018, Tetteh chuyển tới câu lạc bộ Sparta Praha tại Giải bóng đá vô địch quốc gia Séc.

### Yeni Malatyaspor
Tháng 7 năm 2021, anh tiếp tục chuyển tới câu lạc bộ Yeni Malatyaspor.

### Hull City
Vào tháng 7 năm 2022, Tetteh ký hợp đồng với câu lạc bộ Hull City tại EFL Championship. Anh ra mắt đội bóng vào ngày 30 tháng 7 năm 2022, khi vào sân thay cho Óscar Estupiñán ở phút thứ 64 trong chiến thắng 2–1 trên sân nhà trước Bristol City. Anh đã mang về cho đội nhà một quả phạt đền để cân bằng tỷ số, nhưng bị chỉ trích sau trận đấu vì pha va chạm tối thiểu khiến anh bị ngã.
Anh ghi bàn thắng đầu tiên ở giải đấu quốc nội cho đội bóng vào ngày 3 tháng 3 năm 2023, trong chiến thắng 2–0 trên sân nhà trước West Brom.

### Metz
Vào ngày 10 tháng 8 năm 2023, Tetteh ký hợp đồng với tân binh của Ligue 1, Metz với mức phí chuyển nhượng không được tiết lộ.

## Sự nghiệp quốc tế
Tetteh ra mắt quốc tế cho Đội tuyển bóng đá quốc gia Ghana vào ngày 9 tháng 10 năm 2021 trong trận đấu thuộc khuôn khổ Vòng loại giải vô địch bóng đá thế giới 2022 gặp Zimbabwe.
Vào ngày 16 tháng 1 năm 2022, Tetteh nhận thẻ đỏ và bị đuổi khỏi sân ở phút thứ 94 trong trận hòa 1–1 tại vòng bảng Cúp bóng đá châu Phi 2021 trước Gabon sau khi đấm một cầu thủ đối phương trong một cuộc ẩu đả. Tetteh sau đó đã bị Liên đoàn bóng đá châu Phi treo giò 3 trận.

## Thống kê sự nghiệp
Tính đến 19 tháng 8 năm 2023.
| Câu lạc bộ          | Mùa giải            | Giải đấu                          | Giải đấu | Giải đấu | Cúp quốc gia | Cúp quốc gia | League Cup | League Cup | Khác | Khác | Tổng cộng | Tổng cộng |
| Câu lạc bộ          | Mùa giải            | Hạng                              | Trận     | Bàn      | Trận         | Bàn          | Trận       | Bàn        | Trận | Bàn  | Trận      | Bàn       |
| ------------------- | ------------------- | --------------------------------- | -------- | -------- | ------------ | ------------ | ---------- | ---------- | ---- | ---- | --------- | --------- |
| Standard Liège      | 2015–16             | Giải bóng đá vô địch quốc gia Bỉ  | 15       | 2        | 1            | 0            | —          | —          | —    | —    | 16        | 2         |
| Standard Liège      | 2016–17             | Giải bóng đá vô địch quốc gia Bỉ  | 1        | 0        | 0            | 0            | —          | —          | —    | —    | 1         | 0         |
| Standard Liège      | Tổng cộng           | Tổng cộng                         | 16       | 2        | 1            | 0            | —          | —          | —    | —    | 17        | 2         |
| Slovácko (mượn)     | 2016–17             | Giải bóng đá vô địch quốc gia Séc | 13       | 1        | 1            | 0            | —          | —          | —    | —    | 14        | 1         |
| Bohemians (mượn)    | 2017–18             | Giải bóng đá vô địch quốc gia Séc | 20       | 2        | 1            | 1            | —          | —          | —    | —    | 21        | 3         |
| Sparta Prague       | 2018–19             | Giải bóng đá vô địch quốc gia Séc | 32       | 11       | 3            | 0            | —          | —          | 2    | 0    | 37        | 11        |
| Sparta Prague       | 2019–20             | Giải bóng đá vô địch quốc gia Séc | 33       | 8        | 3            | 1            | —          | —          | 2    | 0    | 38        | 9         |
| Sparta Prague       | Tổng cộng           | Tổng cộng                         | 65       | 19       | 6            | 1            | —          | —          | 4    | 0    | 75        | 20        |
| Yeni Malatyaspor    | 2020–21             | Süper Lig                         | 32       | 5        | 1            | 1            | —          | —          | —    | —    | 33        | 6         |
| Yeni Malatyaspor    | 2021–22             | Süper Lig                         | 26       | 7        | 1            | 1            | —          | —          | —    | —    | 27        | 8         |
| Yeni Malatyaspor    | Tổng cộng           | Tổng cộng                         | 58       | 12       | 2            | 2            | —          | —          | —    | —    | 60        | 14        |
| Hull City           | 2022–23             | EFL Championship                  | 15       | 1        | 1            | 0            | 1          | 0          | —    | —    | 17        | 1         |
| Metz                | 2023–24             | Ligue 1                           | 2        | 0        | 0            | 0            | 0          | 0          | —    | —    | 2         | 0         |
| Tổng cộng sự nghiệp | Tổng cộng sự nghiệp | Tổng cộng sự nghiệp               | 189      | 37       | 12           | 4            | 1          | 0          | 4    | 0    | 204       | 41        |

1. 1 2  Ra sân tại UEFA Europa League

## Danh hiệu
Standard Liège
- Cúp bóng đá Bỉ: 2015–16[19]

Sparta Prague
- Cúp bóng đá Séc: 2019–20[20]